# Szörényi Éva

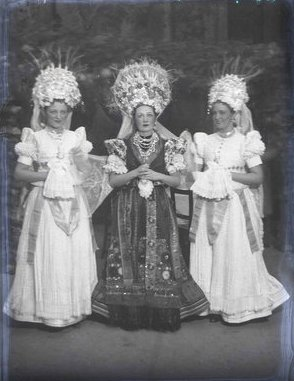
Garamszeghy Sándor: Matyólakodalom. Pupu Tera: Szörényi Éva, Kati: Somogyi Erzsi, Kisjankó Bori: Eőry Kató

Szörényi Éva, született Schwáb Elvira, 1921-től szepesbélai báró Lers Elvira (Budapest, 1917. május 26. – Los Angeles, 2009. december 1.) Kossuth-díjas magyar színésznő, érdemes és kiváló művész. Anyai nagyapja, Lers Vilmos nemzetközi jogi író, államtitkár volt.

## Életpályája
Schwáb Károly banktisztviselő és szepesbélai báró Lers Hortenzia gyermekeként született. 1933-ban lépett először színpadra. 1935-ben végzett az Országos Magyar Királyi Színművészeti Akadémián. A Nemzeti Színház tagja lett (ösztöndíjasként már korábban is játszott ott). Még abban az évben alakította élete első filmszerepét, György István A nagymama című filmjében, amely Csiky Gergely művéből készült. (A nagymamát Csathóné Aczél Ilona, Mártát – az unokáját – Szörényi Éva alakította. Örkényi Báró Toronyi L. Imre, Ernő pedig Perényi László volt.) A film nagy sikert aratott, és további hasonlóak követték az ő főszereplésével: Barátságos arcot kérek (1935), Mária nővér (1936), A Noszty fiú esete Tóth Marival (1938), Fűszer és csemege (1940), Szüts Mara házassága (1941), Régi keringő (1941), Elkésett levél (1941), Madách – Egy ember tragédiája (1944). A Nemzeti Színház tagja maradt 1956-ig.
1956-ban a Nemzeti Színház forradalmi bizottságának tagjaként részt vett a forradalomban, majd Szabó Sándor színésszel és feleségével, Bárczy Kató színésznővel külföldre (Ausztriába) távozott, 1957-ben pedig az Amerikai Egyesült Államokban telepedett le. Haláláig ott élt. Személyes jó barátja volt Márai Sándornak, a híres magyar írónak, valamint több 1956-os emigráns írónak-költőnek, például Tollas Tibornak is.
Klasszikus és modern művekben, tragédiákban és vígjátékokban egyaránt kiemelkedő alakítások fűződnek a nevéhez. Játékára az átgondoltság és a mély átélés jellemző. A Magyar Rádió több emlékezetes előadást rögzített a közreműködésével. Csaknem 30 filmben is játszott.
Több mint 50 évig a magyar nyelv és kultúra erősítésének meghatározó személyisége volt Amerikában. A forradalom és szabadságharc 50. évfordulóján, 2006-ban az amerikai megemlékezések főszervezője és fővédnöke volt. 2006. október 29-én a Fehér Házban részt vett azon a zártkörű díszvacsorán, amelyen George W. Bush elnök részvételével levetítették a Szabadság, szerelem című, 1956-ról szóló filmet.
90. születésnapján a Duna Televízió ünnepi műsorral köszöntötte. 2007. május 26-án az 1997-ben készült „Egy lány elindul… – Szörényi Éva portré” című portréfilmet tűzte műsorra (Cselényi László, a Duna TV elnöke készítette), másnap a Fűszer és csemege című filmje volt látható, majd a Szüts Mara házassága, a Beáta és az ördög, az Igen vagy nem, a Régi keringő, a Tavaszi szonáta, a Jelmezbál, majd utolsóként A Tanítónő került műsorra.
2007. október 23-ára Szörényi Éva meghívta Arnold Schwarzeneggert a Los Angeles-i Mindszenty térre, az emlékünnepségre. A kormányzó elfoglaltsága miatt nem tudott személyesen részt venni a rendezvényen, de üzenetben köszöntötte Szörényi Évát, és méltatta az ötvenhatos forradalmat: „Csodálatos dolog látni, hogy évtizedekkel később, a világ másik felén még mindig megemlékezünk azoknak a férfiaknak és nőknek a bátorságáról és áldozatáról, akik e küzdelemben a szabadságért felkeltek. (…) Én is osztom az Ön csodálatát és nagyrabecsülését azok iránt, akik részt vettek Magyarország történelmi szabadságharcában.” Megemlékezett Szörényi Éváról is: „folyamatos és egyedülálló tevékenységet végez e fontos esemény emlékének a világtörténelemben való megőrzése érdekében”.
A Mindszenty Társaság döntése értelmében a Mindszenty-emlékérmet 2008-ban Kühár Ede bencés szerzetes mellett, ő kapta. Soós Viktor Attila, a társaság elnöke a díj átadásakor, 2008. március 29-én Esztergomban így indokolta az elismerést: „Szörényi Éva (…) a tengerentúlon számos előadásával öregbítette Mindszenty József hírnevét”.
2008 tavaszán ünnepelték 75 éves színészi jubileumát. Az ünnepi előadást „Színészdal” címmel a hollywoodi Barnsdall Gallery színházban tartották. A művésznő Petőfi Sándor, Illyés Gyula, Ady Endre, Babits Mihály, Kosztolányi Dezső, Wass Albert verseit adta elő. Több más jeles művész is fellépett az ünnepi előadáson, köztük Vizin Viktória operaénekesnő és a művésznő egyik fia is. Sólyom László köztársasági elnök ünnepi levélben köszöntötte, melyben így fogalmazott: Szörényi Éva életútja „kultúrtörténetünk részévé vált”. Bokor Balázs főkonzul így méltatta: „Ön, Madách Tragédiájának Évája, az Othello Desdemonája, a III. Richárd Lady Annája és oly sok színházi-, filmszerep megformálója, az 56-os forradalom hősei közé tartozik. Pályáját adta fel, hazáját el kellett hagynia, majd idegenben kezdett mindent újra és folytatott mindent a régiben. Hűen megtartotta magyarságát és ápolta a forradalom emlékét.”

## Díjai, elismerései
- 1943: Farkas–Ratkó-díj
- 1952: Kossuth-díj
- 1954: Érdemes művész
- 1955: Kiváló művész
- 1991: A Magyar Köztársasági Érdemrend középkeresztje
- 1994: Nagy Imre-emlékpakett
- 1997: Magyar Örökség díj
- A magyar ügyért folytatott és a Magyar Szabadságharcos Világszövetségben végzett munkája elismeréseként a Világszövetség örökös tiszteletbeli elnökké választották.
- 2008: Mindszenty-emlékérem – átadták: Esztergomban, 2008. március 29-én

## Főbb szerepei
- Cordelia (Shakespeare: Lear király)
- Tünde (Vörösmarty Mihály: Csongor és Tünde)
- Armande (Molière: Tudós nők)
- Elmira (Molière: Tartuffe)
- Lujza (Schiller: Ármány és szerelem)
- Éva (Madách Imre: Az ember tragédiája)
- Melinda (Katona József: Bánk bán)
- Margit (Goethe: Ős-Faust)
- Rhédey Eszter (Móricz Zsigmond: Úri muri)
- Lady Anna (Shakespeare: III. Richárd)
- Titánia (Shakespeare: Szentivánéji álom)
- Desdemona (Shakespeare: Othello)

## Filmjei
- A nagymama (1935) – Márta
- Barátságos arcot kérek! (1935) – Éva, Blazsek Mátyás lánya
- Mária nővér (1936) – Berényi Mária
- A Noszty fiú esete Tóth Marival (1938) – Tóth Mari
- Egy lány elindul (1937) – Janka, Garáék lánya
- Szívet szívért (1938) –
- A leányvári boszorkány (1938) – Helén, Mélius lánya
- A pusztai királykisasszony (1939) – Balajthay Erzsi
- Halálos tavasz (1939) – Nagy Józsa
- Fűszer és csemege (1939) – Vilma
- Pénz beszél… (1940) – Kovács Vera
- Igen vagy nem? (1940) – Klári
- Beáta és az ördög (1940) – Beáta nővér
- Elkésett levél (1940)– Torda Mária
- Sárga rózsa (1940) – Klári
- Szüts Mara házassága (1941) – Szüts Kornélia
- Régi keringő (1941) – Tavaszi Erzsi, primadonna
- Tavaszi szonáta (1942) – Pálos Éva
- Annamária (1942) – Annamária
- Jelmezbál (1942) – Erzsébet
- Szeptember végén (1942) – Szendrey Júlia
- A Benedek–ház (1943) – Benedek Katica
- Madách: Egy ember tragédiája (1944) – Fráter Erzsike
- A tanítónő (1945) – Benedek Flóra
- Aranyóra (1946) – Bogdán Juci
- Könnyű múzsa (1947) – Bernáth Erzsike
- Úri muri (1950) – Szakhmáryné Rédey Eszter
- Erkel (1952) – Adél, Erkel Ferenc felesége
- A Jávor – magyar archív filmfelvétel (1987)
- Szerep – magyar dráma (1993)
- Alibi – magyar dráma (1993)
- Egy lány elindul – Szörényi Éva-portré – portréfilm a Duna Televízióban (1997)
- Amerikai rapszódia (2001)
- Színészdal – Vendégségben Szörényi Évánál – portréfilm a Duna Televízióban (2008)

## Származása
| Szörényi Éva született Schwáb Elvira 1921-től b. Lers Elvira (Budapest, 1917. máj. 26.– Los Angeles, 2009. dec. 1.) színésznő | Apja: Schwáb Károly (Budapest, 1890, okt. 9.– ?) banktisztviselő  | Apai nagyapja: Schwáb Antal (Morvaország, 1846. jún. 3.– ?) vendéglős                                                   | Apai nagyapai dédapja: Schwáb János |
| Szörényi Éva született Schwáb Elvira 1921-től b. Lers Elvira (Budapest, 1917. máj. 26.– Los Angeles, 2009. dec. 1.) színésznő | Apja: Schwáb Károly (Budapest, 1890, okt. 9.– ?) banktisztviselő  | Apai nagyapja: Schwáb Antal (Morvaország, 1846. jún. 3.– ?) vendéglős                                                   | Apai nagyapai dédanyja: Schlegl Cecília |
| Szörényi Éva született Schwáb Elvira 1921-től b. Lers Elvira (Budapest, 1917. máj. 26.– Los Angeles, 2009. dec. 1.) színésznő | Apja: Schwáb Károly (Budapest, 1890, okt. 9.– ?) banktisztviselő  | Apai nagyanyja: Tyúkos Janka (Pest, 1854. febr. 3.– Budapest, 1899. okt. 19.)                                           | Apai nagyanyai dédapja: Tyúkos József |
| Szörényi Éva született Schwáb Elvira 1921-től b. Lers Elvira (Budapest, 1917. máj. 26.– Los Angeles, 2009. dec. 1.) színésznő | Apja: Schwáb Károly (Budapest, 1890, okt. 9.– ?) banktisztviselő  | Apai nagyanyja: Tyúkos Janka (Pest, 1854. febr. 3.– Budapest, 1899. okt. 19.)                                           | Apai nagyanyai dédanyja: Mandl Johanna |
| Szörényi Éva született Schwáb Elvira 1921-től b. Lers Elvira (Budapest, 1917. máj. 26.– Los Angeles, 2009. dec. 1.) színésznő | Anyja: szepesbélai b. Lers Hortenzia (Budapest, 1896. okt. 3.– ?) | Anyai nagyapja: b. Lers Vilmos (Buda, 1869. máj. 4.– Budapest, 1923. márc. 3.) politikus                                | Anyai nagyapai dédapja: Lers Jakab Pál (Szepesbéla, 1818. jan. 28.– Budapest, 1894. jún. 5.) főmérnök                                                           |
| Szörényi Éva született Schwáb Elvira 1921-től b. Lers Elvira (Budapest, 1917. máj. 26.– Los Angeles, 2009. dec. 1.) színésznő | Anyja: szepesbélai b. Lers Hortenzia (Budapest, 1896. okt. 3.– ?) | Anyai nagyapja: b. Lers Vilmos (Buda, 1869. máj. 4.– Budapest, 1923. márc. 3.) politikus                                | Anyai nagyapai dédanyja: Herqui Mária (Buda, 1843. aug. 15.– Budapest, 1913)                                                                                    |
| Szörényi Éva született Schwáb Elvira 1921-től b. Lers Elvira (Budapest, 1917. máj. 26.– Los Angeles, 2009. dec. 1.) színésznő | Anyja: szepesbélai b. Lers Hortenzia (Budapest, 1896. okt. 3.– ?) | Anyai nagyanyja: szörényi Reischl Elvira 1884-től Szörényi Elvira (Szentendre, 1870. okt. 13.– Budapest, 1948. jan. 6.) | Anyai nagyanyai dédapja: szörényi Reischl Károly 1884-től Szörényi Károly (Buda, 1842. márc. 20.– Budapest, 1908. jan. 15.) királyi műszaki tanácsos, róm. kat. |
| Szörényi Éva született Schwáb Elvira 1921-től b. Lers Elvira (Budapest, 1917. máj. 26.– Los Angeles, 2009. dec. 1.) színésznő | Anyja: szepesbélai b. Lers Hortenzia (Budapest, 1896. okt. 3.– ?) | Anyai nagyanyja: szörényi Reischl Elvira 1884-től Szörényi Elvira (Szentendre, 1870. okt. 13.– Budapest, 1948. jan. 6.) | Anyai nagyanyai dédanyja: Schäffer Mária (Szentendre, 1844 – Budapest, 1925. november 26.)                                                                      |

Lers Vilmos 1921-ben örökbe fogadta nővére, Lers Hortenzia és Schwáb Károly gyermekeit.

## Emlékezete
- A budapesti Nemzeti Színház 2014-ben díjat alapított emlékére, és ezt a díjat minden évben a legjobb teljesítményt nyújtó színésznő kapja meg a társulatból.[12]
- Szörényi Éva kiállítás a Bajor Gizi Színészmúzeumban. (2017)[13]